# Emmanuel de Merode

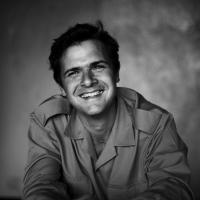
Emmanuel de Merode in 2013

Emmanuel de Merode (Carthago, 5 mei 1970) is een Belgisch edelman die bekend is geworden als natuurbeschermer in Centraal- en Oost-Afrika en directeur van het Nationaal park Virunga in Congo.

## Levensloop
Prins Emmanuel de Merode is de jongste zoon van prins Charles-Guillaume de Merode (1940) en prinses Hedwige de Ligne de la Tremoïlle (1943). Charles heeft een internationale carrière achter de rug in dienst van de Verenigde Naties, onder meer in Tunesië en in Nairobi. Hij is het huidige familiehoofd van de Merodes en draagt de titels Markies van Westerloo, Prins van Rubempré en Prins van Grimbergen. Deze titels zullen overgaan op de oudste zoon, Frédéric (°1969). Emmanuel, als jongere zoon, is gewoon prins de Merode. Hij woont in Afrika en brengt het meeste tijd door in Kenia en in het Virungapark in Congo. Hoewel hij zijn titel niet gebruikt voor zijn werk, behoort hij tot de hoogste adel van België.
De Merode studeerde aan de Universiteit van Durham (aardrijkskunde) en aan University College London, waar hij zijn doctoraat in de biologische antropologie behaalde. In 2008 werd hij door de Congolese regering benoemd tot provinciaal directeur bij het Congolees Instituut voor Natuurbescherming en directeur van het Nationaal Park Virunga, dat in 1979 door de UNESCO op de Werelderfgoedlijst is geplaatst. De prins moet dit 8.000 km² grote park beschermen tegen rebellen en de fauna en flora verzorgen.
Toen verscheidene van de ongeveer tachtig zeldzame berggorilla's werden vermoord, kwam dit in verschillende media uitgebreid in de aandacht. De Congolese directeur zelf van het park werd hiervoor in beschuldiging gesteld en afgezet. Er werd toen op de Merode een beroep gedaan.
De Merode begon in 2009 een gewapend offensief tegen extremistische Hutu-rebellen en gaf zijn zwaarbewapende parkwachters het bevel de rebellen te arresteren of het park uit te jagen. Tussen 1996 en 2013 verloren meer dan 150 parkwachters het leven. Er was vooral jacht op houtskool waarin illegaal handel werd gedreven. Een deel van het park viel in de handen van de M23-rebellen.
Het Virungapark kreeg in 1994 de status van bedreigd Werelderfgoed, een status die in juni 2013 nog bevestigd werd door het Werelderfgoedcomité, hetgeen uiteindelijk kan leiden tot het schrappen van Virunga van de Werelderfgoedlijst. De bedreiging kwam niet enkel van de rebellen, maar ook van de Congolese regering, die oliewinning binnen het natuurpark vergunde.
Begin 2014 diende de Merode een compromitterend dossier in bij de procureur van Goma, na maanden onderzoek rond SOCO International, in 2019 omgedoopt in Pharos Energy, een Brits bedrijf dat van de Congolese overheid de rechten verkreeg om in het Virungapark de mogelijkheid van oliewinning te onderzoeken.
In 2015 kreeg hij een eredoctoraat in de rechten van de Universiteit Hasselt.
In 2018 werd aan hem als vertegenwoordiger van het samenwerkingsverband Virunga Alliance de Four Freedoms Award voor Vrijwaring van gebrek uitgereikt.

## Aanslag
Op 15 april 2014 reed De Merode alleen per jeep vanuit Goma naar Rumangabo, voor een afspraak op een afdeling van het Congolees Instituut voor Natuurbehoud (ICCN), toen onbekende gewapende mannen hem in een hinderlaag lokten en hem beschoten. Hij kreeg een kogel in de borst en een in de buik. Hij werd geopereerd in het hospitaal Heal Africa in Goma. Eenmaal buiten levensgevaar, werd hij op 18 april per vliegtuig naar Nairobi overgebracht, waar hij verder revalideerde.
SOCO International liet op hun website weten dat ze deze aanslag streng veroordeelde en er niets mee te maken had. Iedere suggestie in die richting beschouwde ze als ongegrond, lasterlijk en hoogst ongepast.
Op 22 mei 2014 keerde De Merode naar het Virungapark terug. Na een bezoek aan de gouverneur van Noord-Kivu, bezocht hij de hoofdposten binnen het park en verzekerde al zijn medewerkers van zijn vaste voornemen om verder het oudste nationaal park in Afrika te blijven beschermen en besturen.

## Gezin
Emmanuel de Merode huwde in 2003 in Nairobi met de biologe Louise Leakey, een Keniase paleontologe, dochter van de antropoloog Richard Leakey en kleindochter van de vermaarde Britse archeoloog en paleontoloog Louis Leakey. Ze hebben twee dochters:
- prinses Seiya de Merode (2004)
- prinses Alexia de Merode (2006)

## Titels
- Prins de Merode

## Onderscheidingen
- Grootofficier in de Leopoldsorde, KB 2015
- Honorary Officer of the Order of the British Empire, 2019[3]

## Academische graden
- doctor honoris causa van de Universiteit van Hasselt
- Dr. of Philosophy - Biological Anthropology, University College London

## Publicaties
- (samen met Marc Languy) Virunga : The Survival of Africa's First National Park Tielt, Lannoo, 2009, 350 p. (ISBN 978-9-0209-6562-9 et 9-020965-62-X, OCLC 320201131).
- Protected areas and local livelihoods : contrasting systems of wildlife management in the Democratic Republic of Congo, Londen (onuitgegeven doctoraatsthesis), 1998 OCLC 53571246.